# Dekanat brzeski miejski
Dekanat brzeski miejski – jeden z dziewięciu dekanatów wchodzących w skład eparchii brzeskiej i kobryńskiej Egzarchatu Białoruskiego Patriarchatu Moskiewskiego.

## Parafie w dekanacie
- Parafia Ikony Matki Bożej „Królowa Wszystkich” w Brześciu
  - Cerkiew Ikony Matki Bożej „Królowa Wszystkich” w Brześciu
- Parafia Ikony Matki Bożej „Wszystkich Strapionych Radość” w Brześciu
  - Cerkiew Ikony Matki Bożej „Wszystkich Strapionych Radość” w Brześciu
  - Cerkiew św. Bonifacego w Brześciu
- Parafia Narodzenia Najświętszej Maryi Panny w Brześciu
  - Cerkiew Narodzenia Najświętszej Maryi Panny w Brześciu
- Parafia Narodzenia Pańskiego w Brześciu
  - Cerkiew Narodzenia Pańskiego w Brześciu
  - Kaplica św. Dymitra w Brześciu
- Parafia św. Aleksandra Pereswieta i św. Andrzeja Oslabi w Brześciu (wojskowa)
  - Cerkiew św. Aleksandra Pereswieta i św. Andrzeja Oslabi w Brześciu
- Parafia św. Jana Ruskiego w Brześciu
  - Cerkiew św. Jana Ruskiego w Brześciu
- Parafia św. Jerzego Zwycięzcy w Brześciu
  - Cerkiew św. Jerzego Zwycięzcy w Brześciu
- Parafia św. Mikołaja Cudotwórcy w Brześciu
  - Cerkiew św. Mikołaja Cudotwórcy w Brześciu
- Parafia św. Mikołaja Cudotwórcy w Brześciu (wojskowa)
  - Sobór św. Mikołaja Cudotwórcy w Brześciu (na terenie Twierdzy Brzeskiej)
- Parafia św. Serafina z Sarowa w Brześciu
  - Cerkiew św. Serafina z Sarowa w Brześciu
- Parafia św. Spirydona z Tremituntu w Brześciu
  - Cerkiew św. Spirydona z Tremituntu w Brześciu
- Parafia św. Szymona Słupnika w Brześciu
  - Sobór św. Szymona Słupnika w Brześciu
- Parafia św. Apostoła Tomasza w Brześciu
  - Cerkiew św. Apostoła Tomasza w Brześciu
- Parafia Świętej Trójcy w Brześciu
  - Cerkiew Świętej Trójcy w Brześciu
- Parafia Świętych Piotra i Febronii Muromskich w Brześciu
  - Cerkiew Świętych Piotra i Febronii Muromskich w Brześciu
- Parafia Tichwińskiej Ikony Matki Bożej w Brześciu
  - Cerkiew Tichwińskiej Ikony Matki Bożej w Brześciu
- Parafia Zmartwychwstania Pańskiego w Brześciu
  - Sobór Zmartwychwstania Pańskiego w Brześciu
- Parafia św. Jana Teologa w Czerniach
  - Cerkiew św. Jana Teologa w Czerniach
- Parafia Świętych Apostołów Piotra i Pawła w Kosiczach Małych
  - Cerkiew Świętych Apostołów Piotra i Pawła w Kosiczach Małych
- Parafia św. Kseni Petersburskiej w Telmach Własnych
  - Cerkiew św. Kseni Petersburskiej w Telmach Własnych

## Monastery
- Monaster św. Atanazego Brzeskiego w Brześciu, męski
- Monaster Narodzenia Przenajświętszej Bogurodzicy w Brześciu (na Wyspie Szpitalnej Twierdzy Brzeskiej), żeński

## Galeria

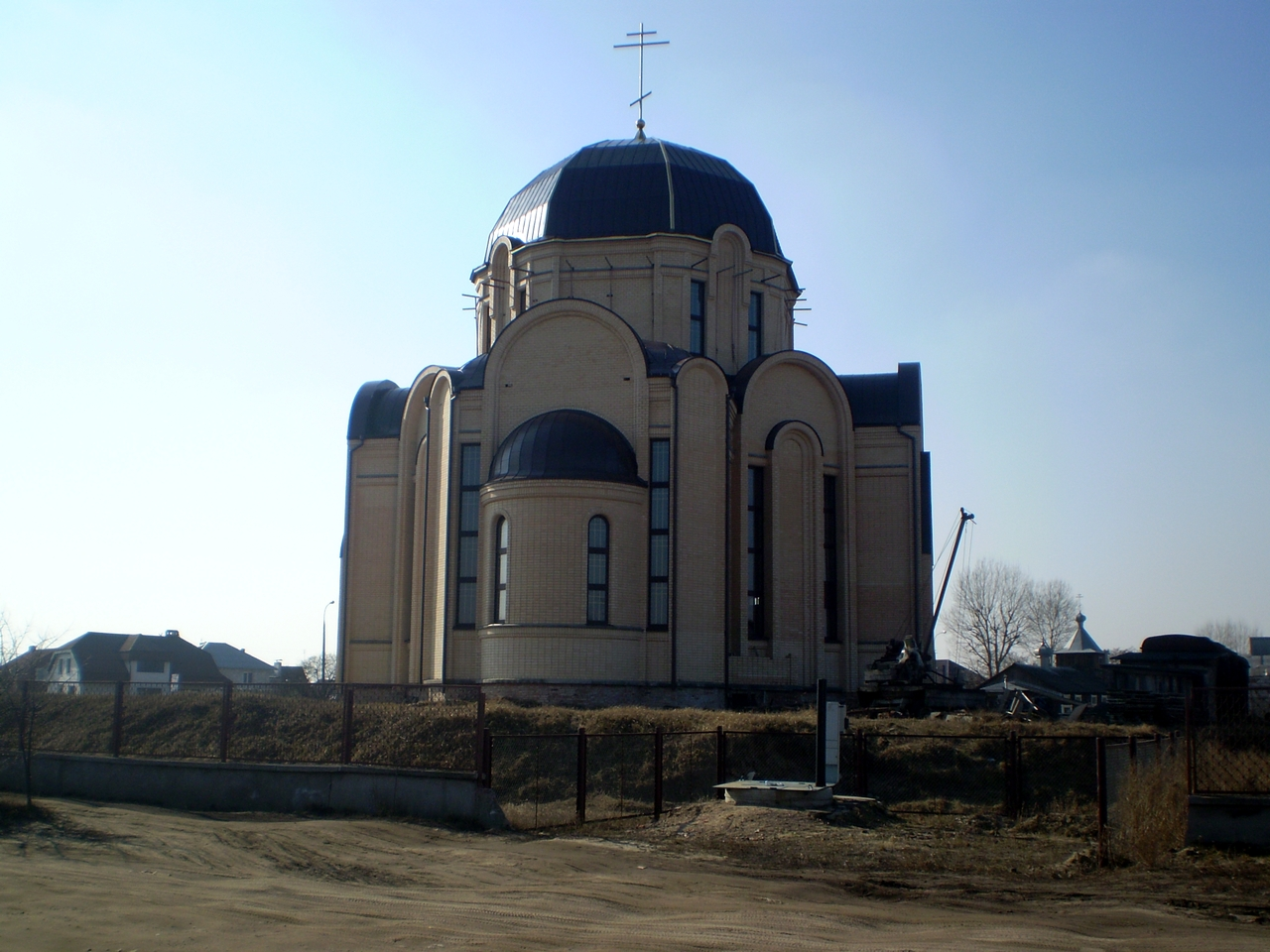
Cerkiew Ikony Matki Bożej „Wszystkich Strapionych Radość” w Brześciu
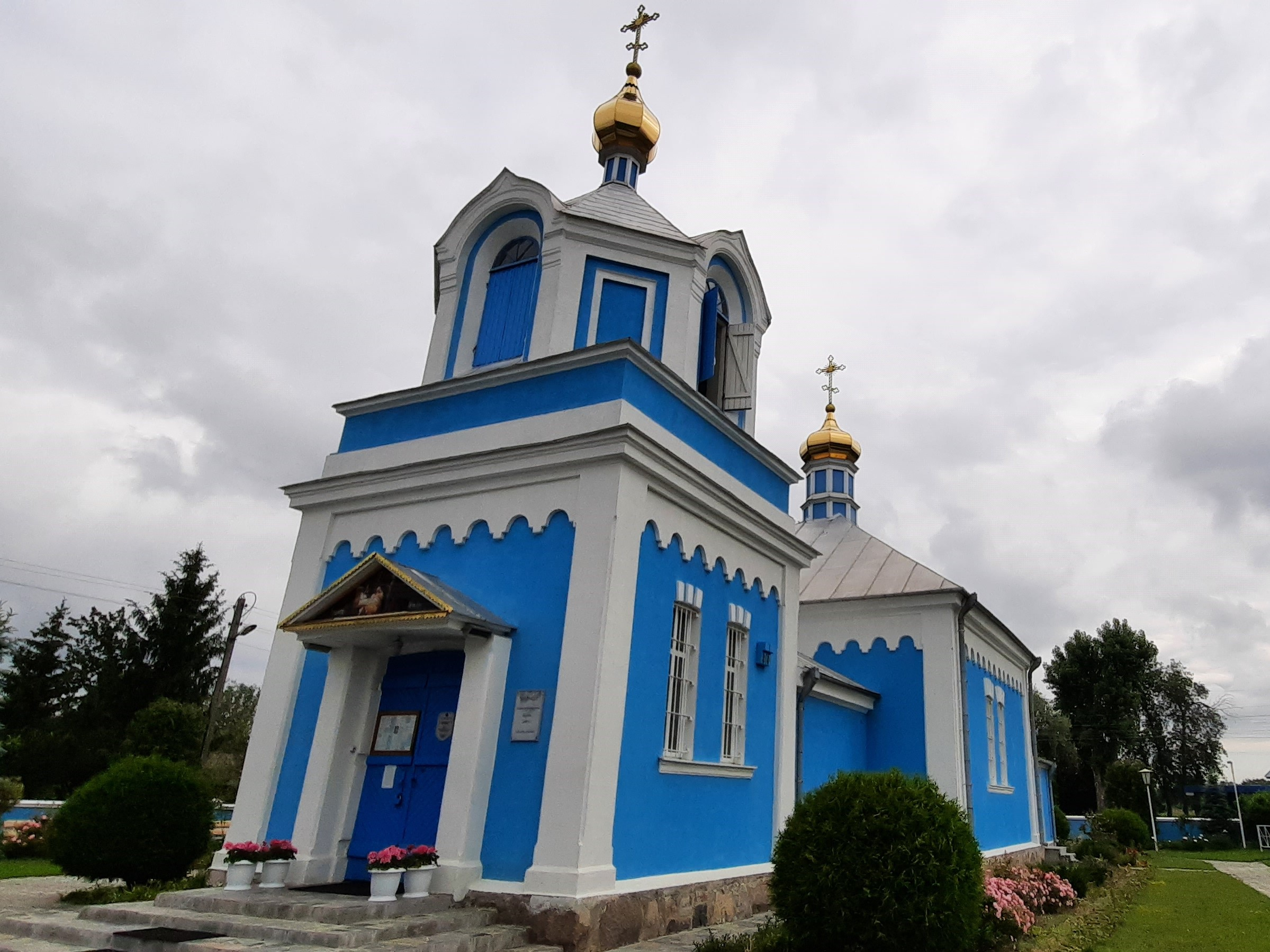
Cerkiew Narodzenia Matki Bożej w Brześciu
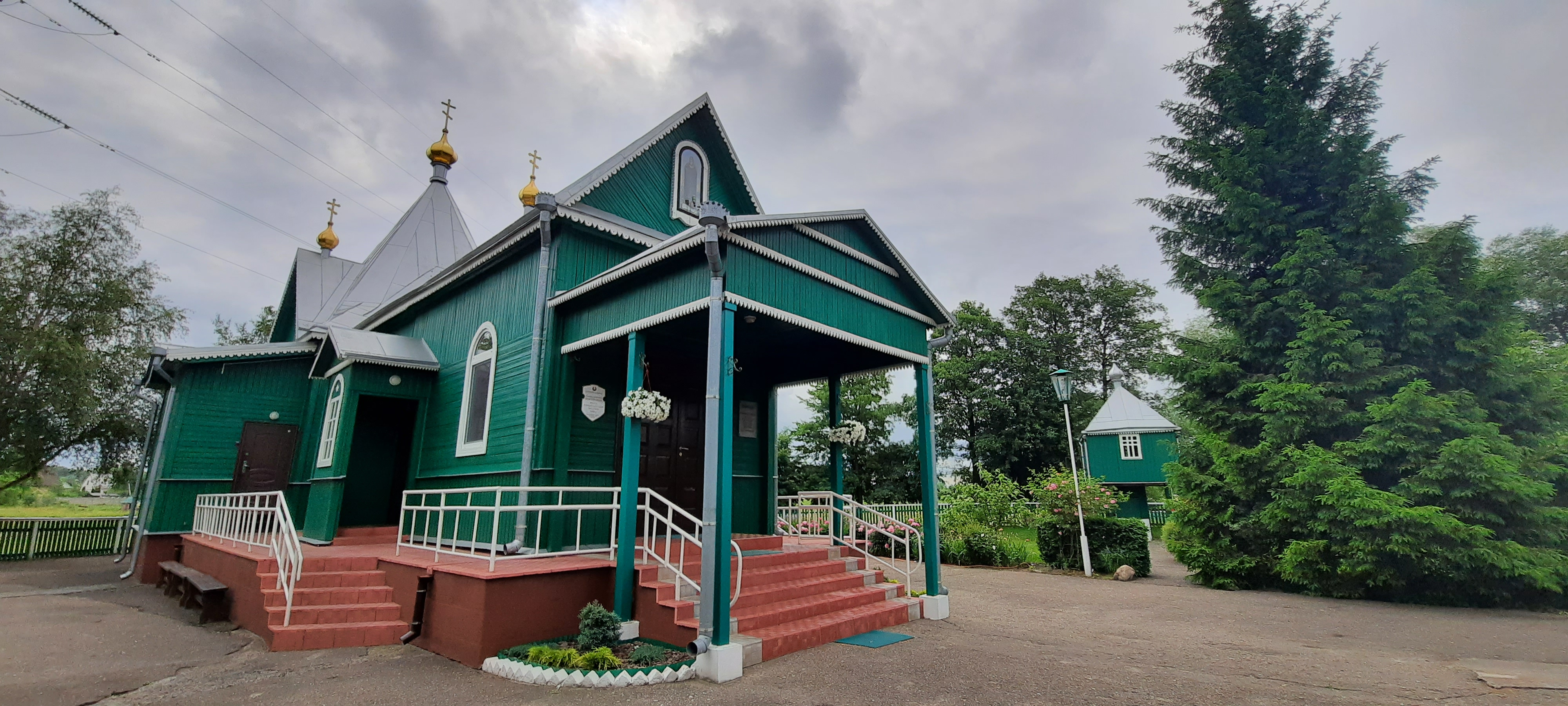
Cerkiew monasterska św. Atanazego Brzeskiego w Brześciu
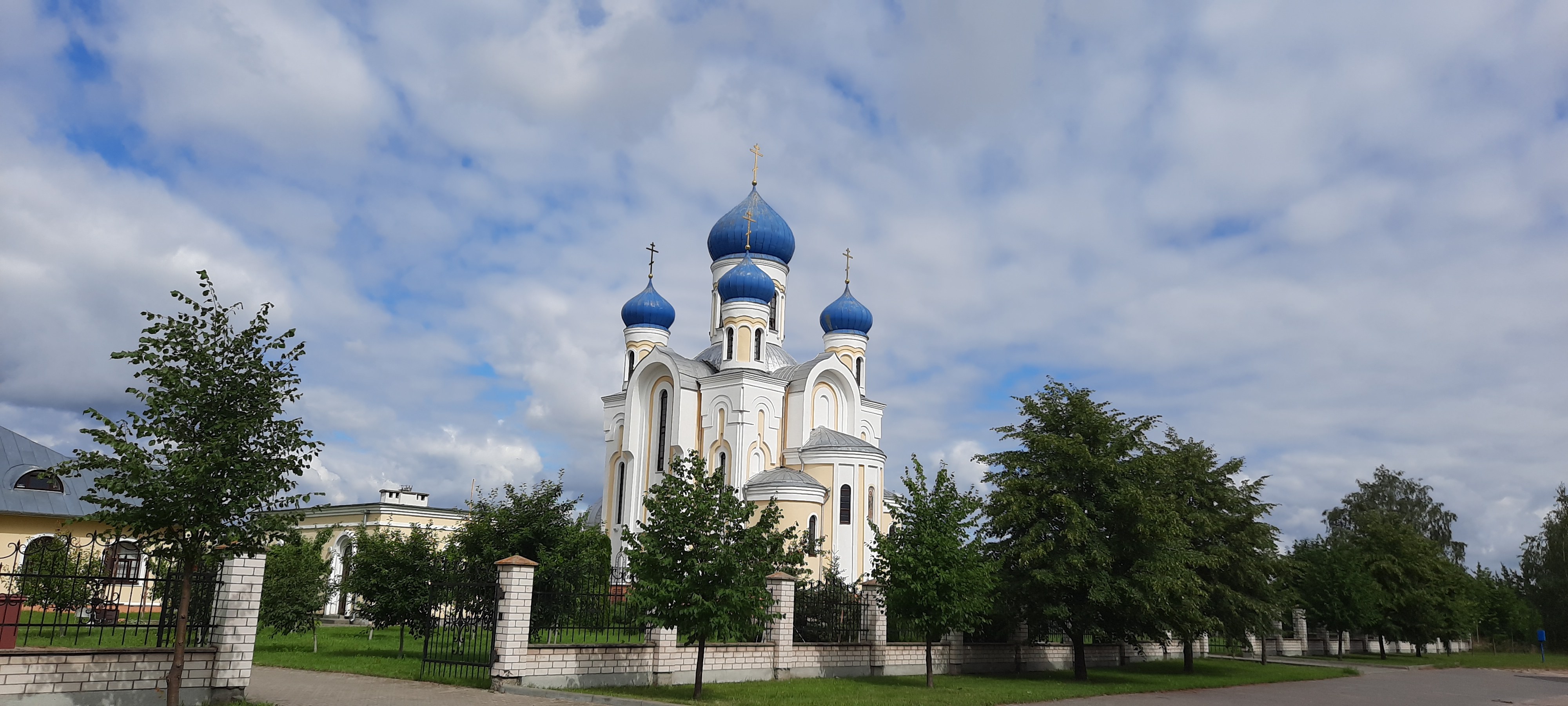
Cerkiew św. Jerzego Zwycięzcy w Brześciu
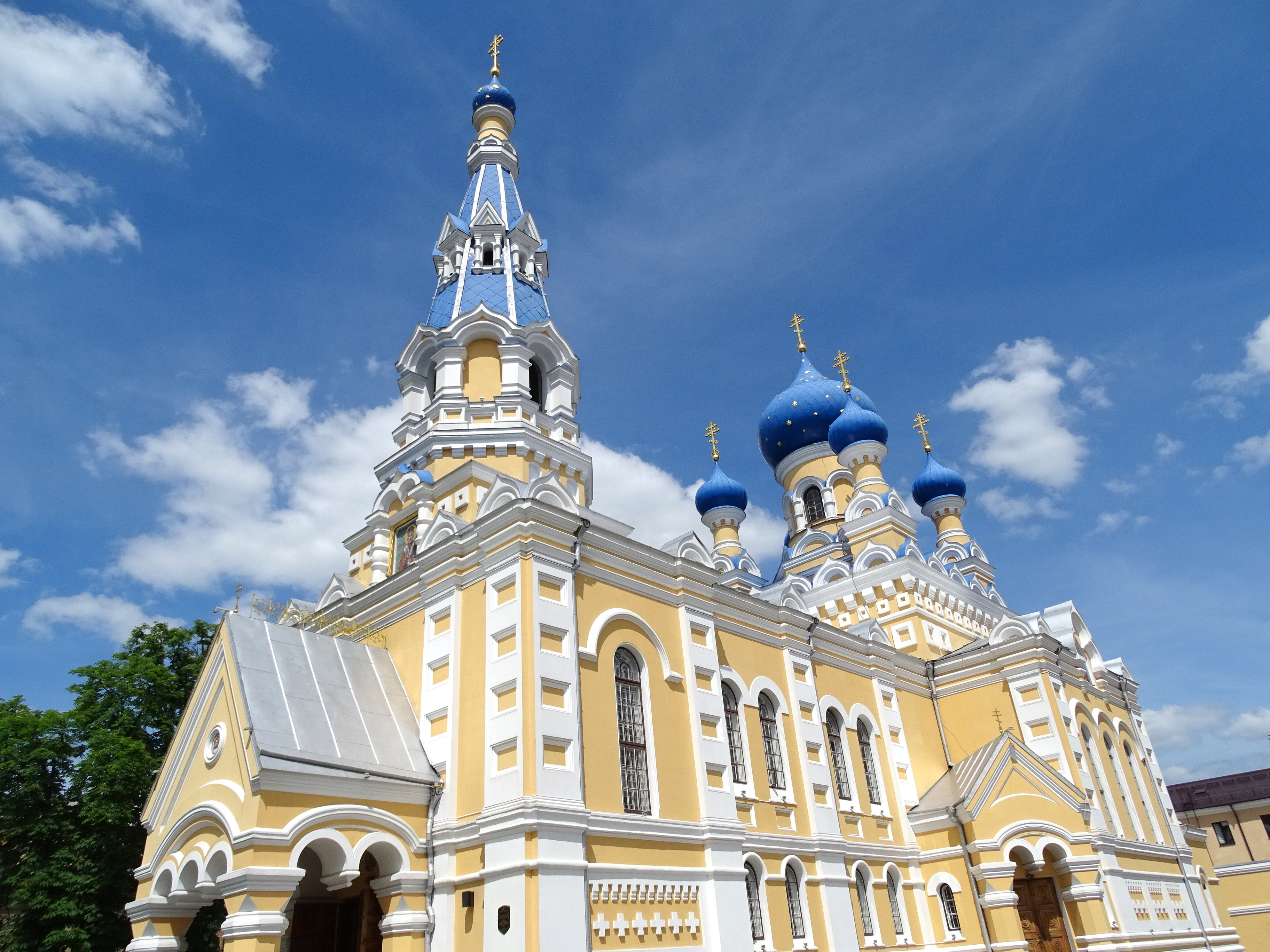
Cerkiew Bracka św. Mikołaja Cudotwórcy w Brześciu
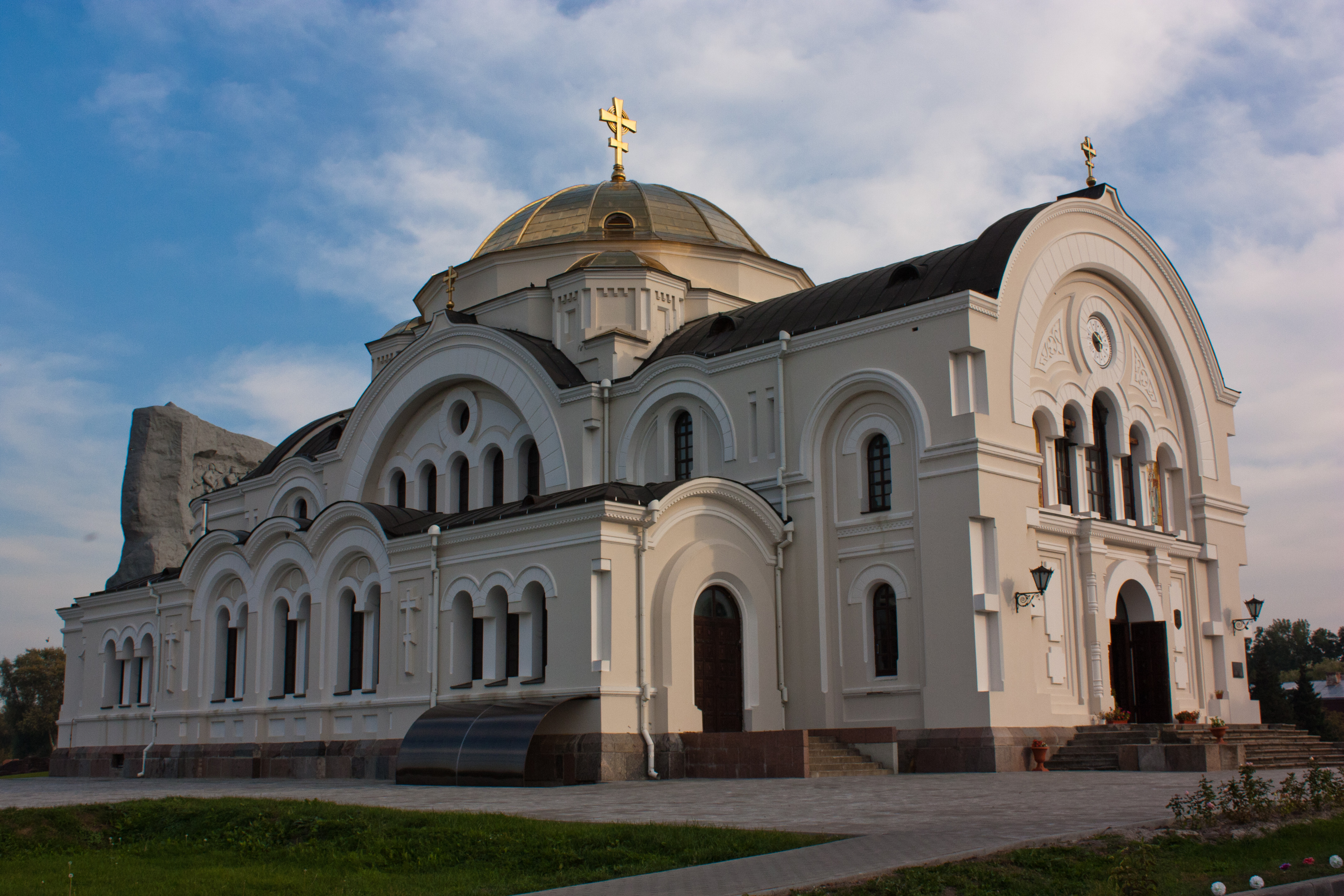
Sobór św. Mikołaja Cudotwórcy w Brześciu
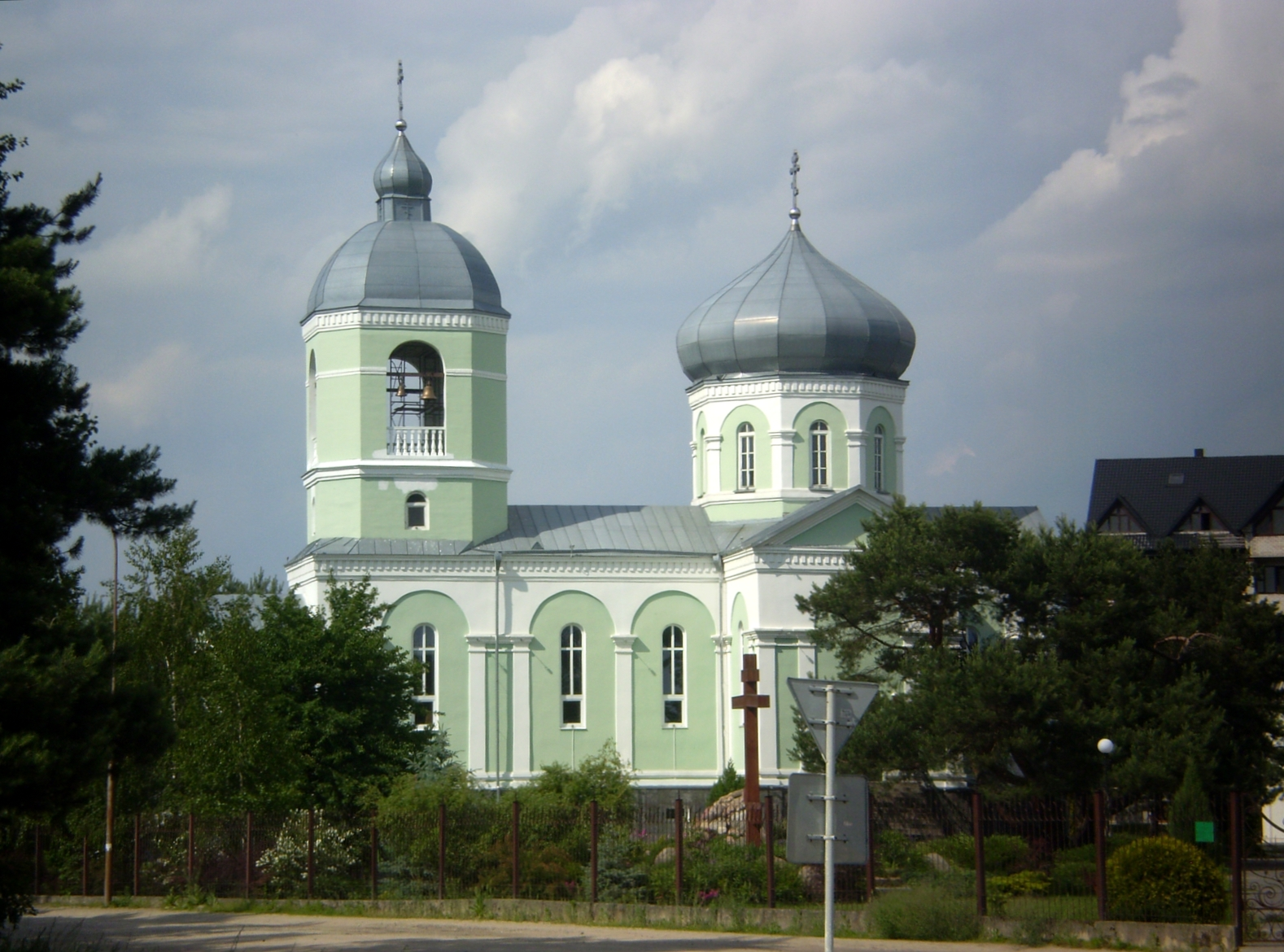
Cerkiew św. Serafina z Sarowa w Brześciu
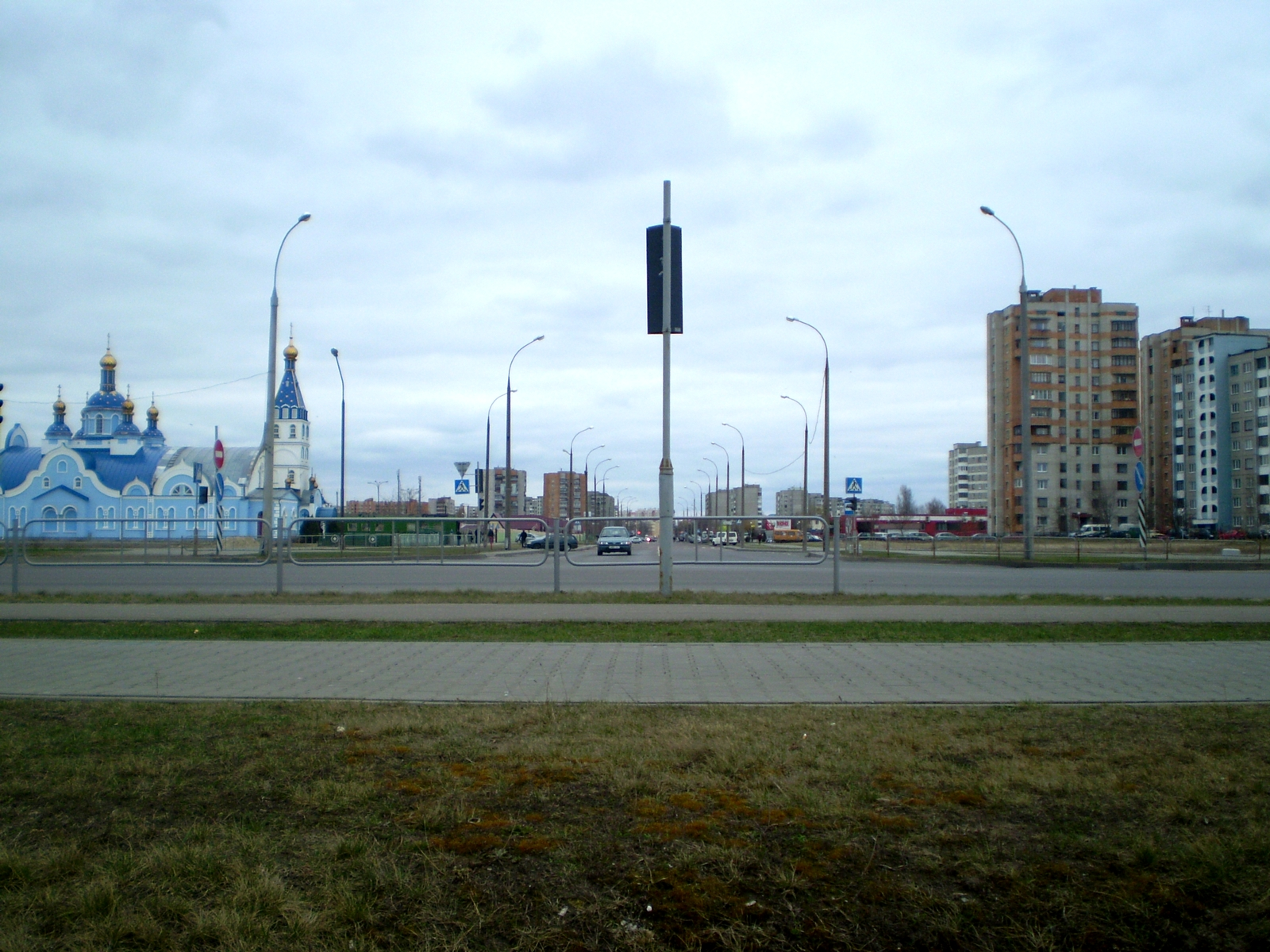
Cerkiew Tichwińskiej Ikony Matki Bożej w Brześciu
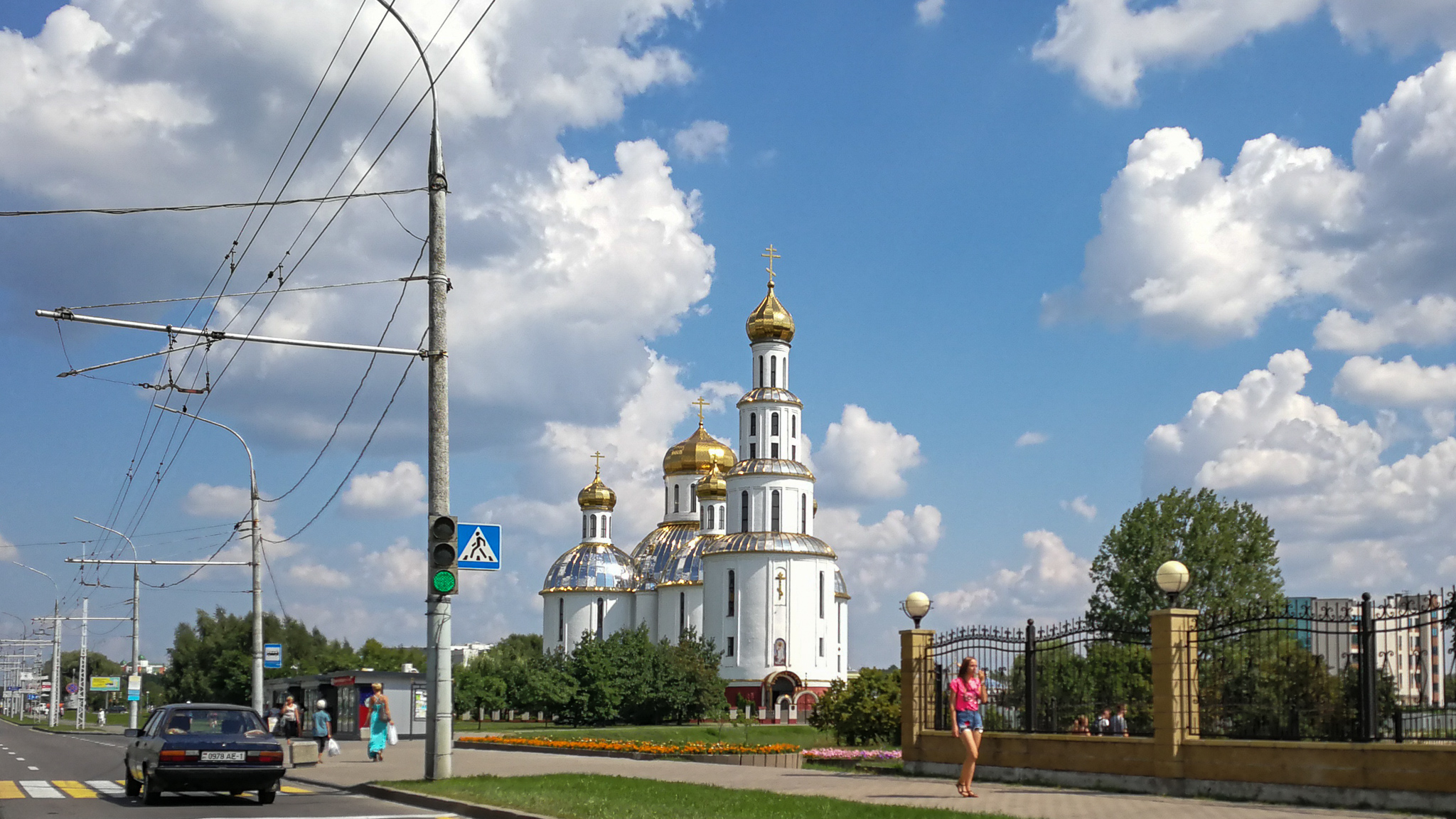
Sobór Zmartwychwstania Pańskiego w Brześciu
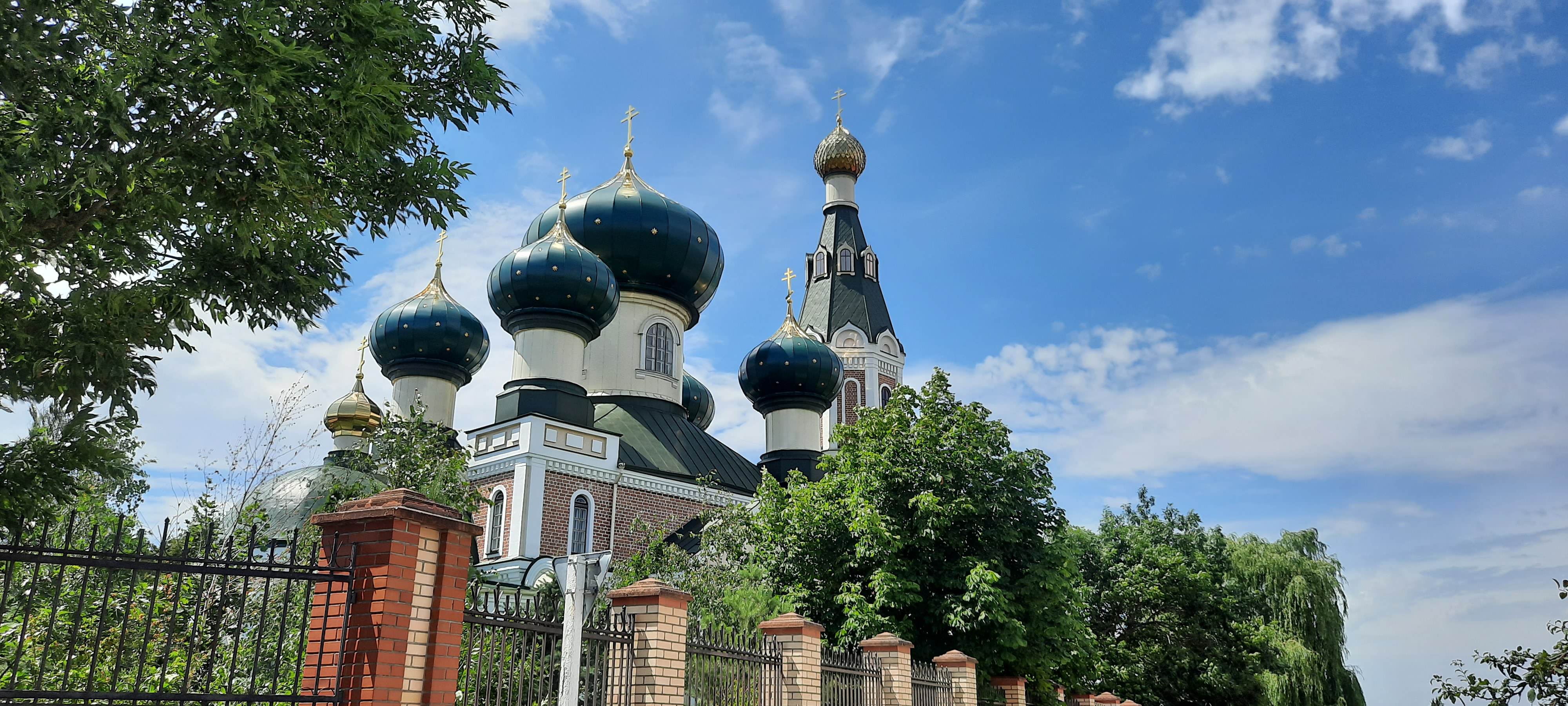
Cerkiew św. Jana Teologa w Czerniach
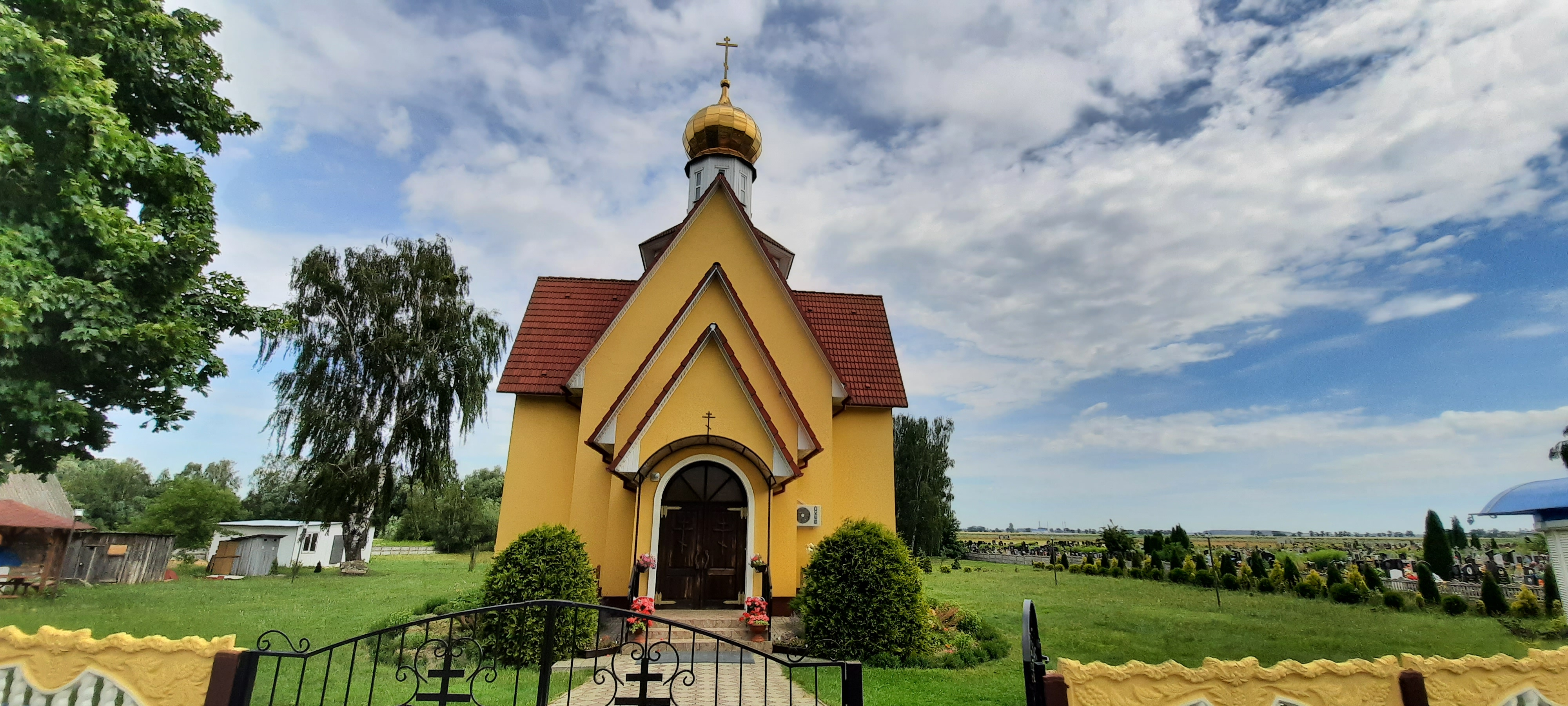
Cerkiew Świętych Apostołów Piotra i Pawła w Kosiczach Małych